# Dipartimento di Escuintla
Il dipartimento di Escuintla è uno dei 22 dipartimenti del Guatemala, il capoluogo è la città di Escuintla.

## Comuni
Il dipartimento di Escuintla conta 13 comuni:
- Escuintla
- Guanagazapa
- Iztapa
- La Democracia
- La Gomera
- Masagua
- Nueva Concepción
- Palín
- Puerto de San José
- San Vicente Pacaya
- Santa Lucía Cotzumalguapa
- Siquinalá
- Tiquisate